# Дунда-Киретское сельское поселение
Сельское поселение «Дунда-Киретское» (бур. Дунда Хэрээтын hомон) — муниципальное образование в Бичурском районе Бурятии.

## Население
| 2002 | 2011  | 2012  | 2013  | 2014  | 2015 | 2016 |
| ---- | ----- | ----- | ----- | ----- | ---- | ---- |
| 1122 | ↘1055 | ↘1035 | ↘1022 | ↘1019 | ↘996 | ↘972 |
| 2017 | 2018  | 2019  | 2020  | 2021  | 2023 | 2024 |
| ↘957 | ↘934  | ↘915  | ↘894  | ↘883  | ↘840 | ↘816 |

## Состав сельского поселения
В состав сельского поселения входят 3 населённых пункта:
| № | Населённый пункт | Тип населённого пункта       | Население |
| - | ---------------- | ---------------------------- | --------- |
| 1 | Ара-Киреть       | село                         | ↗363      |
| 2 | Дунда-Киреть     | улус, административный центр | ↘372      |
| 3 | Сухой Ручей      | село                         | ↘325      |